# Franz Müller-Frerich
Franz Müller-Frerich (* 20. Juni 1890 in Schoneberg/Kreis Soest; † 10. November 1962 in Dortmund) war ein deutscher Schriftsteller.

## Leben
Franz Müller-Frerich wirkte ab 1911 als Lehrer in Grevel/Landkreis Dortmund. Er nahm als Soldat am Ersten Weltkrieg teil. Nach Kriegsende unternahm er Reisen nach Spanien, auf denen er Vorträge hielt. Nach 1945 war er Rektor einer Schule in Scharnhorst. Müller-Frerichs literarisches Werk umfasst Romane und Erzählungen; Typoskripte einiger unveröffentlichter Werke befinden sich im Besitz der Stadt- und Landesbibliothek Dortmund.

## Werke
- Die Heilige, Dortmund 1923
- Pummelchen, Hamm 1930; Neuausgabe: Bielefeld : Aisthesis Verlag, 2019, herausgegeben von Arnold Maxwill ; mit einem Beitrag von Dieter Sudhoff, ISBN 978-3-8498-1503-5
- Dorfgeschichten, Hamm i.W. 1931
- Dietrich von Bern, Paderborn 1934
- Walter und Hildegunde, Paderborn 1934